# Музей истории центра академика Г. А. Илизарова
Первый и единственный в России музей травматологии и ортопедии
Экспонаты, собранные в музее, позволяют восстановить буквально по дням, какие события происходили в Центре Илизарова, какие знаменитые гости его посещали, как развивалась научная деятельность, какие технологии лечения впервые были предложены.
Стремлением отвечать требованиям времени было продиктовано и решение сегодняшнего руководства Центра во главе с Александром Губиным расширить и модернизировать хранилище реликвий ортопедической клиники. Обновленные залы музея обогатились новыми экспозициями с использованием современных технических новинок.
Музей Центра Илизарова позволяет не только познакомиться с мировым наследием травматологии и ортопедии, но и почувствовать то, что испытывают доктора, когда делают операции. К примеру, в одном из демонстрационных залов можно собрать конструкцию внешней фиксации костей, в другом — подержать в руках настоящую хирургическую дрель и другие инструменты врача-травматолога. Экспозиции выполняют сразу несколько функций: образовательную, просветительскую и развлекательную.
С помощью современных компьютерных программ посетители имеют возможность без микроскопа увидеть структуру человеческого тела (послойно) — это мультимедийная альтернатива анатомическому атласу.
В экспозиции «Операционная» воссоздана атмосфера реального операционного зала с фигурами врачей и пациента. На большом ЖК-телевизоре посетители могут наблюдать за ходом операции в реальном времени. Такую возможность обеспечивают камеры, установленные в операционных зала Центра.
С помощью современных компьютерных программ посетители имеют возможность без микроскопа увидеть структуру человеческого тела (послойно) — это мультимедийная альтернатива анатомическому атласу.
В экспозиции «Операционная» воссоздана атмосфера реального операционного зала с фигурами врачей и пациента. На большом ЖК-телевизоре посетители могут наблюдать за ходом операции в реальном времени. Такую возможность обеспечивают камеры, установленные в операционных зала Центра.
К услугам экскурсантов — «Музейный гид». Справочно-информационная система – помощник экскурсоводов, который может познакомить со всеми фондами и экспозициями музея. Значимость музея истории развития Центра имени академика Г. А. Илизарова, который разместился на площади 235 кв. м., трудно переоценить: это первый и единственный в России музей травматологии и ортопедии.
Совсем недавно он пополнился новыми экспонатами: специалисты из Санкт-Петербурга передали в музей уникальную экспозицию эволюции средств внешней иммобилизации при травмах верхних и нижних конечностей. Сегодня в музее свыше 3000 экспонатов, которые посмотрели более 70 000 человек. Среди них представители разных возрастов и профессий: от дошкольника до ученого, от простого рабочего до академика. География посетителей музея также обширна: сюда приезжают из всех уголков России, стран СНГ и дальнего зарубежья.

## Из истории музея
Открылся 15 июня 1993 года по инициативе экс-директора, члена-корреспондента РАМН, профессора В.И. Шевцова в день рождения Г.А. Илизарова и начала работы Международной научно-практической конференции "Метод Илизарова: достижения и перспективы", посвященной памяти академика. "Необходимость организации музея возникла у нас в связи с тем, что летопись деяний академика Г.А. Илизарова и его сотрудников огромна, − сказал генеральный директор В.И. Шевцов. − Иначе забудутся значимые свершения и даты, прервется преемственность традиций и эстафета поколений". Более 270 соратников и учеников приехали из разных городов России, стран ближнего и дальнего зарубежья. Делегаты конференции стали одними из первых посетителей музея. Их отзывы в книге почетных гостей содержат благодарность администрации и сотрудникам Центра за создание музея.
Первый зал музея – это бывший кабинет Г.А. Илизарова, в котором он работал с 1972 по 1983 годы: стол, кресло, шкафы с сувенирами, книгами, научными трудами, конструкциями аппарата, первыми рукописными докладами – все, чем непосредственно пользовался ученый. На стенах висят его портреты, выполненные пациентами, почитателями и художниками Кавказа, Татарстана, России, Украины. Надо сказать, что сам Гавриил Абрамович Илизаров самолюбованием не страдал и собственные портреты художникам не заказывал. Особое впечатление производит портрет академика Г.А. Илизарова, написанный художником Ц.П. Исраилом, на котором хирург изображен под сенью двух аллегорических фигур - Добра и Зла.
В мемориальном кабинете музея представлены документальные свидетельства о деятельности автора аппарата, сотрудников Центра и информация, отражающая этапы большого творческого пути Врача, Ученого, Человека. «В музее как будто витает дух Великого врача. Замечательно, что коллектив хранит его память и продолжает его дело» (Г. Ким, заместитель редактора газеты «Костанайские новости» 08.08.06).
К 25-летнему юбилею Центра и 75-летию Г.А. Илизарова был открыт второй научный зал музея, где на стендах демонстрируются текстовая и фотографическая подборка об истории развития Центра, в витринах выставлена издательская продукция: сборники научных работ, монографии, методические рекомендации, журналы, буклеты, проспекты. Важное место занимает разнообразная атрибутика, подготовленная для международных конференций и симпозиумов. На стеллажах множество дипломов, сертификатов, грамот, медалей, сувениров, которыми были награждены сотрудники Центра вместе с генеральным директором В.И. Шевцовым на выставках, конгрессах, съездах и в заграничных командировках за цикл прочитанных лекций и за проведение операций по методикам чрескостного остеосинтеза.
За годы существования музей посетило более 60 тысяч человек. 
Гости музея с удовольствием слушают лекции, смотрят фильмы об Илизарове, Центре, папки с фотографиями пациентов, рекламные проспекты, вырезки из газет, альбомы с материалами о жизни РНЦ «ВТО». Среди них представители разных возрастов и профессий: от дошкольника до ученого, от простого рабочего до академика, от солдата до генерала. География посетителей музея также обширна: сюда приезжают из всех уголков России, стран СНГ и дальнего зарубежья. Никто из посетителей музея не остается безразличным к увиденному и услышанному.
Летопись, хранящаяся в музее, позволяет восстановить буквально по дням, какие события происходили в РНЦ «ВТО», какие знаменитые гости его посещали, как развивалась научная деятельность, какие технологии лечения впервые были предложены.
Большой объём работы выполнен по анализу различной корреспонденции, многочисленных писем, которые тысячами приходят в Центр. Это и отзывы благодарных пациентов, и мольба их о помощи, и просто воспоминания о встрече с Г.А. Илизаровым и его учениками. Многие из них вошли в летопись как исторически ценный материал.
Особую ценность представляет Книга почетных гостей, где содержится огромное количество благодарственных отзывов о работе Музея и Центра.

## Коллекции Музея
Основой собрания Музея стала коллекция, включающая предметы личного фонда академика Илизарова, фотографии, письменные материалы, личные вещи, мебель, книги, подарки, предметы изобразительного искусства.
Музейное собрание пополняется материалами об истории развития Центра Илизарова, новыми патентами, дипломами, сувенирами, новыми модификациями аппарата внешней фиксации. Ведётся систематизация музейных предметов, формирование электронной базы данных. По назначению музейное собрание делится на 10 основных коллекций.
Аппарат внешней фиксации и его модификации.
Основой коллекции являются различные модификации аппаратавнешней фиксации, начиная с аппарата, сделанного самим академиком Илизаровым, заканчивая конструкциями, разработанными его учениками и последователями метода чрескостного остеосинтеза. Коллекция представлена также аппаратами, установленными на муляжи и натуральные сегменты скелета человека.
Дипломы, грамоты
Содержит многочисленные дипломы, грамоты, удостоверения, патенты на изобретения сотрудников Центра Илизарова.
Письма
В эту коллекцию входят поздравительные адреса, письма, открытки,  отзывы пациентов и гостей Центра.
Научные труды сотрудников Центра
Коллекция  содержит, архивы научно-теоретического и практического журнала «Гений ортопедии», сборники научных трудов, монографии.
Фотоматериалы
Основу коллекции составляют фотографии, отражающие жизнь и деятельность выдающегося травматолога, академика Г.А. Илизарова:  снимки, сделанные во время операций, обходов, выступлений на конгрессах, симпозиумах, на отдыхе, торжественных мероприятиях. Кроме того, коллекция содержит снимки со знаменитыми гостями и пациентами Центра Илизарова: Карло Маури, Валерий Брумель, Вольф Мессинг, Мстислав Ростропович, Эдита Пьеха, Иосиф Кобзон,  Сергей Шойгу и др. Фонд постоянно пополняется современными снимками из жизни и деятельности сотрудников Центра Илизарова.
Материалы периодической печати
В коллекцию входят альбомы с вырезками из газет и журналов  - статьи об Илизарове, Центре. Папки с печатным материалом об Илизарове, Центре, сотрудниках центра и другим темам.
Изобразительные материалы
Коллекция включает произведения профессиональных и самодеятельных художников разных регионов нашей страны (живописные, графические работы, художественную чеканку по металлу, декоративно-прикладное творчество). В коллекции представлены — портреты Г.А. Илизарова, бюсты, пейзажи, сюжетные сцены из медицинской жизни коллектива Центра Илизарова.
Личные вещи и мебель
Коллекция включает, мебель, одежду, предметы быта академика Г.А.  Илизарова. А также сувениры, книги, подаренные Гавриилу Абрамовичу и его последователям на различные праздники и юбилеи; на многих из них имеются дарственные надписи.
Приборы и оборудование
Основа данной коллекции — оборудование операционного зала. Посетители могут воочию увидеть наркозную станцию, дефибриллятор, операционную и бактерицидную лампы, стол, на котором проводятся хирургические вмешательства. Также в коллекцию входит всевозможное лабораторное оборудование: от пробирок и колб до микроскопа и термостата.
Прочие предметы
Коллекция включает в себя: макет Центра Илизарова из пластика, значки, сувенирную продукцию Центра, памятные медали.

## Экспозиции музея
Историческую экспозицию, расположенную в кабинете академика Г.А. Илизарова». Экспозиция отражает жизнь и деятельность великого доктора со дня его рождения. На стендах представлены фотографии, документы, выдержки из газет, журналов и книг о работе Г.А.Илизарова и его соратников. Так же охвачен исторический период жизни Центра со дня основания до настоящего времени.
Мультимедийную экспозицию, расположенную в центре музея: два сенсорных экрана, на которых будет показан в действии метод чрескостного остеосинтеза, процесс роста кости. С помощью современных компьютерных программ (Visibl Man) посетители смогут без микроскопа увидеть структуру человеческого тела (послойно) – это мультимедийная альтернатива анатомическому атласу.  Так же на экране будут демонстрироваться фильмы об  Илизарове и центре.
Экспозицию «Операционная», которая воссоздает атмосферу  реального операционного зала с фигурами врачей и пациента. В этом зале все от хирургических инструментов до дефибрилляторов использовалось в Центре Илизарова при проведении настоящих оперативных вмешательств. На большом ЖК-телевизоре посетители смогут наблюдать за ходом операции в данный момент. Такую функцию позволяют выполнять камеры, установленные в операционных зала Центра. Кроме того, данная экспозиция позволит, к примеру, погрузиться внутрь коленного сустава вместе с эндоскопом, с помощью которого хирурги  Центра выполняют малотравматичные операции.
Экспозиция «Эволюция аппаратов внешней фиксации». С помощью фотоматериалов и наглядных экспонатов экспозиция отражает историю развития аппаратов внешней фиксации со времен Гиппократа до нашего времени.
Интерактивная экспозиция «Они служат науке». Экспозиция посвящена животным, с помощью которых ученые Центра Илизарова доказывают состоятельность своих научных взглядов, проводят опыты, чтобы в дальнейшем использовать новые методики для лечения заболеваний и травм опорно-двигательного аппарата у людей. Экспозиция включает фотоматериалы о пернатых и мохнатых пациентах, проходивших лечение в Центре. Маленьких посетителей музея приятно удивит интерактивный щенок лабрадора, с установленным аппаратом Илизарова. Собака будет отвечать на все команды детей.
Экспозиция «Направления деятельности Центра» включает в себя стенды и наглядные пособия всех клинических и научных подразделений Центра, отражающих историю и направление их работы.
Экспозиция «Хочу все знать» дает возможность маленьким посетителям музея самим собрать из частей аппарата Илизарова: спиц, дуг и шайб свою конструкцию. Кто знает, возможно, именно эта модификация откроет новое направление в лечении патологий и травм опорно-двигательного аппарата человека.  Так же желающие могут поработать с микроскопом  в мини – лаборатории и сравнить препараты срезов ткани мышц и костей с фото.
Экспозиция «История средств внешней иммобилизации при травмах верхних конечностей»
Уникальную экспозицию эволюции средств внешней иммобилизации при травмах верхних конечностей доставили в Курган из Санкт-Петербурга.  На примере макета руки человека показаны различные варианты фиксации кисти и предплечья при травмах. Среди фиксаторов: гипс, синтетический бинт и даже штык, применяемый при транспортной иммобилизации у солдата. Данное использование в медицине элемента военного орудия было предложено известным российским хирургом Николаем Пироговым ещё в XVIII веке. Уникальная экспозиция была создана известным питерским скульптором Арменом Оганезовым. Художник принимал участие в создании мемориального комплекса, посвященного памяти сотрудников «Водоканала», погибших в годы блокады Ленинграда. Данная тематическая экспозиция состоит из 10 экспонатов. Для сравнения будут представлены как самое большое фиксирующее устройство для тела человека, так и самая маленькая шина на примере отрыва разгибателя пальца кисти.

## Адрес
- 640014, Курган, ул. М. Ульяновой, 6. Музей травматологии и ортопедии расположен на первом этаже корпуса №2 Российского научного центра «Восстановительная травматология и ортопедия» имени академика Г. А. Илизарова.

Время работы музея
- С понедельника по пятницу с 9:00 до 17:00.